# Chalkanoras Idaliou
Chalkanoras Idaliou (Grieks: Χαλκάνορας Ιδαλίου) is een in 1948 opgerichte Cypriotische voetbalclub uit Dali.